# Mordecai Maisel
Mordecai Maisel (1528 - 13 de marzo de 1601) fue un filántropo y líder de la comunidad judía de Praga. Fue responsable de la construcción de la Sinagoga Maisel y el Ayuntamiento Judío de Praga, en el barrio de Josefov.

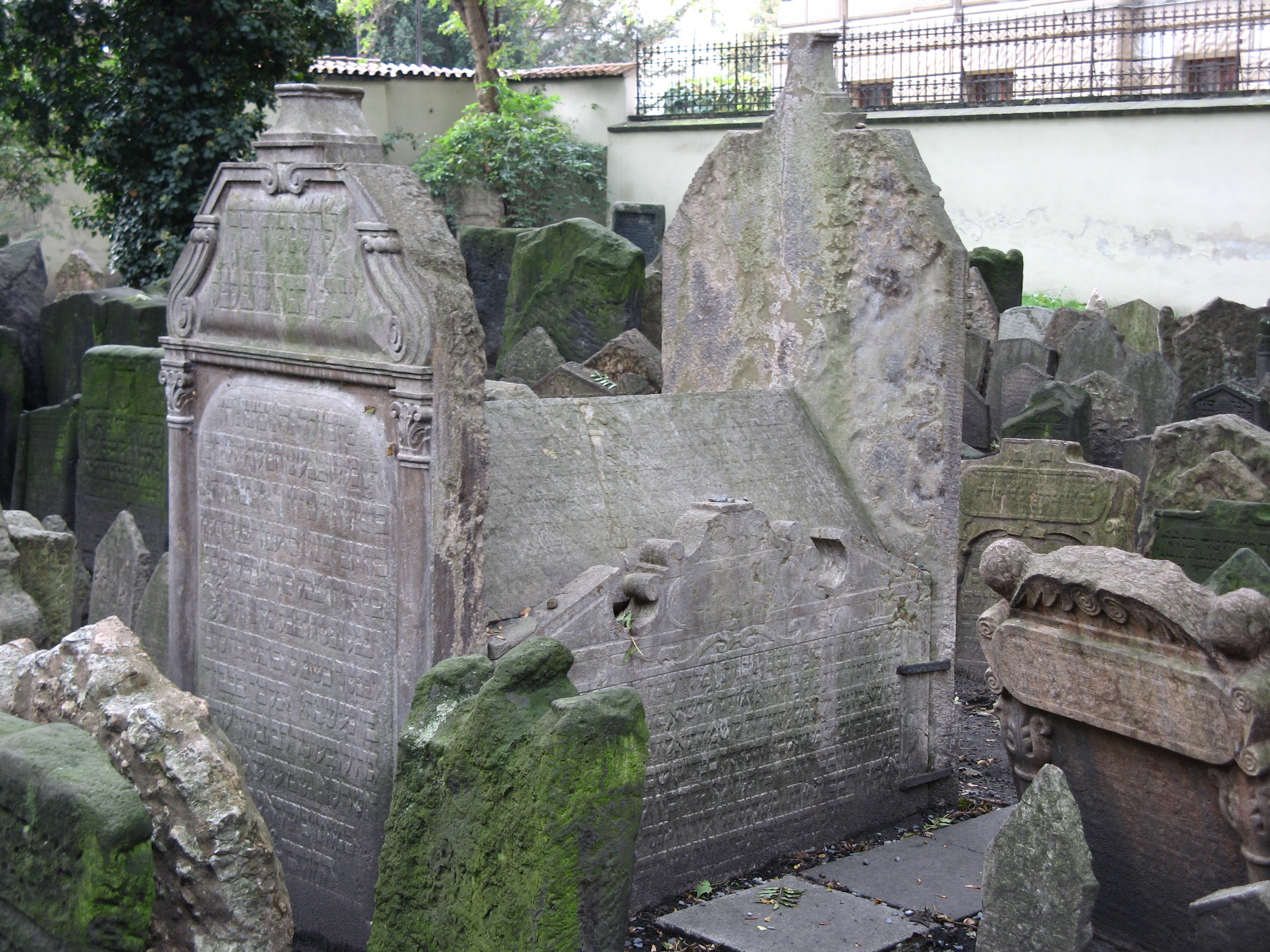
Tumba de Mordecai Maisel en Praga.

- Datos: Q721293